# Едуард Зюс
Едуард Зюс (на немски: Eduard Suess) е австрийски геолог и географ. На него принадлежи хипотезата за съществуването на бившия континент Гондвана (1861) и океана Тетис (1893).

## Произход и младежки години (1831 – 1852)
Роден е на 20 август 1831 година в Лондон, Англия, в семейство на лутерански саксонски търговец. През 1834 г. семейството му се премества в Прага, а през 1845 – във Виена, където Зюс учи в университетите на тези два града. Още в младежка възраст се увлича по геологията и на 19 години помества първия си труд по геология на Карлсбад (днес Карлови Вари, Чехия).

## Експедиционна дейност (1852 – 1857)
Основните полеви дейности Зюс провежда в Европа. През 1852 изследва Източните Алпи в района на хребета Дахщайн, разположен покрай левия бряг на река Енс (десен приток на Дунав), а през 1858 – Западните Карпати.
През 1860 г. извършва експедиция покрай източните склонове на Чешкия Лес и Шумава до Дунав и на юг до Венецианските Алпи и Предалпи. След това в началото на 60-те години на XIX век изследва Апенините от река Рено до залива Таранто.
През пролетта и лятото на 1867 г. пресича Източните Алпи от Венеция до Северен Тирол, а след това посещава Динарските планини.

## Обществена и научна дейност (1857 – 1875)
През 1857 г. Зюс става професор и получава Катедрата по геология в Университета във Виена. Избран е за член на общинския съвет на Виена и член на комисията по снабдяване на града с вода и урегулирането на течението на Дунав.
От 1870 до 1874 г. активно се занимава с провеждането на новото училищно законодателство в Австрия, а през 1873 е избран в Райхстага на страната, където многократно се изявява като блестящ оратор.
Научните трудове на Зюс засягат главно стратиграфията на Алпите, геологията на Италия и систематиката на брахиоподите. Основният му класически труд е „Ликът на Земята“ (Das Antlitz der Erde, в 3 тома, 1883 – 1888). В него той разглежда строежа и развитието на земната кора на основата на контракционната теория. Привежда в стройна система важните форми на земната повърхност и установява взаимовръзката между разпределението на съвременните морета, океани, континенти и планински вериги с геоложката история на земята.
През 1875 г. Зюс предлага термина „биосфера“.

## Следващи години (1875 – 1914)
През 1882 г. Зюс изследва Карнийските Алпи и Караванке, а през 1885 – Северна Норвегия.
През 1895 г. е избран за член на Шведската академия на науките. От 1898 е президент на Австрийската академия на науките и организира редица крупни експедиции в малко изследваните райони на Земята. През 1903 г. е награден с висшата награда на Кралското геоложко дружество на Великобритания.
Умира на 26 април 1914 година във Виена на 82-годишна възраст.

## Памет
Неговото име носят:
- кратер Зюс на Луната;
- кратер Зюс на Марс;
- ледник Зюс (77°38′ ю. ш. 162°40′ и. д. / 77.633333° ю. ш. 162.666667° и. д.) на Земя Виктория в Антарктида;
- хребет Зюс (Суленаншан) в планината Наншан в Китай.

## Научни трудове
- „Böhmische Graptolithen“ (1852),
- „Brachiopoden der Kössener Schichten“ (1854);
- „Brachiopoden der Hallstätter Schichten“ (1855);
- „Ueber den Löss“ (1866); „Charakter der österreich. Tertiärablagerungen“ (1866);
- „Aequivalente des Rotliegenden in den Südalpen“ (1868);
- „Die tertiären Landfaunen Mittelitaliens“ (1871);
- „Bau der italienischen Halbinsel“ (1872);
- „Die Enstehung der Alpen“ (1875);
- „Die Zukunft des Goldes“ (1877); „Die Zukunft des Silbers“ (1892).